# Amics del Volkswagen de Catalunya
Amics del Volkswagen de Catalunya és una associació fundada l'any 1983 amb el nom inicial de Amigos del Volkswagen de Barcelona, per un grup de persones que tenien passió pels seus vehicles Volkswagen Escarabat. Van reunir al barri de Sarrià de Barcelona un total de 114 vehicles a la primera concentració Volkswagen coneguda a Catalunya el 2 d'octubre de 1983.
Per formar-ne part simplement cal tenir un Escarabat o un dels seus múltiples vehicles derivats nascuts del concepte "Refrigerat per Aire" (Aircooled): les furgonetes T1 - T2 i les primeres T3 aircooled, el Karmann-Ghia, el 181, el VW 1500, els Buggies, els militars (Schwimmwagen i Kübelwagen) o els primers Porsche 356 amb base escarabat. El vehicle pot estar perfectament restaurat o bé ser el cotxe d'ús diari.
L'àmbit d'actuació de l'associació és Catalunya, amb socis repartits per tota la geografia catalana i fora d'ella, incloent la Catalunya Nord. Els membres organitzen diverses activitats i assisteixen a concentracions espanyoles i europees. Un creixent nombre d'aficionats Volkswagen de fora de Catalunya assisteixen a la Concentració de Tossa de Mar organitzada per l'associació, que és una de les concentracions Volkswagen amb més renom internacional.
L'any 1993, coincidint amb el 10è aniversari de l'entitat, organitzà una concentració d'Escarabats a Barcelona, amb Recorregut fins a Catalunya en Miniatura. L'any 1994 organitzà una concentració internacional a l'Estadi Olímpic de Montjuïc, amb gimcana al Poble Espanyol de Barcelona.
L'any 2003, coincidint amb el 20è aniversari de l'entitat i amb l'últim Volkswagen Escarabat fabricat a Puebla (Mèxic), els Amics del Volkswagen de Catalunya organitzaren una concentració amb 100 Escarabats i derivats a Barcelona.